# Militär-Ehren- und Verdienstkreuz
Das Militär-Ehren- und Verdienstkreuz wurde am 24. Mai 1951 auf Anregung von Prinz Jean durch Großherzogin Charlotte von Luxemburg gestiftet und soll außergewöhnlich tapfere und hervorragende militärische Taten im Dienst des Vaterlandes in Kriegs- und Friedenszeiten belohnen. Neben Einzelpersonen können auch Gruppen oder Einheiten sowie Ausländer ausgezeichnet werden.

## Stufen
Das Militär-Ehren- und Verdienstkreuz wird in Abhängigkeit vom Dienstgrad des Auszuzeichnenden in drei Stufen verliehen:
- Gold – Stabsoffiziere ab Major
- Silber – Portepee-Unteroffiziere bis Hauptmann
- Bronze – Mannschaften und Unteroffiziere

## Aussehen und Trageweise
Die Dekoration ist ein aus Bronze gefertigtes Tatzenkreuz und in den entsprechenden Stufen versilbert bzw. vergoldet. Im Medaillon den Wappenschild des Großherzogtums mit der Umschrift PATRIA : HONOR : VIRTUS (Vaterland : Ehre : Tapferkeit). Auf den vier Kreuzarmen unter dem Medaillon jeweils ein stilistisch verschlungenes Griffstück eines Schwertes. Rückseitig im Medaillon die gekreuzte und von einer Krone überragte Initiale  C  (Charlotte).
Getragen wird die Auszeichnung an einem hellblauen Band mit drei weißen Streifen, durch den jeweils ein roter Mittelstreifen verläuft, auf der linken Brustseite.

## Sonstiges
Zusätzlich kann das Militär-Ehren- und Verdienstkreuz mit einer Ehrenpalme in drei Stufen auf dem Band verliehen werden. In Bronze für ehrenvolle Nennung im Tagesbefehl des Bataillons, in Silber für Nennung im Tagesbefehl der Streitkräfte und in Gold für Nennung im Tagesbefehl des Verteidigungsministers.
Da das Großherzogtum über keine Verwundetenmedaille verfügt, kann für einen solchen Fall das Band mit einem kleinen silbernen fünfstrahligen Stern als Verwundetenabzeichen zur Verleihung kommen.